# Rainer Hachfeld

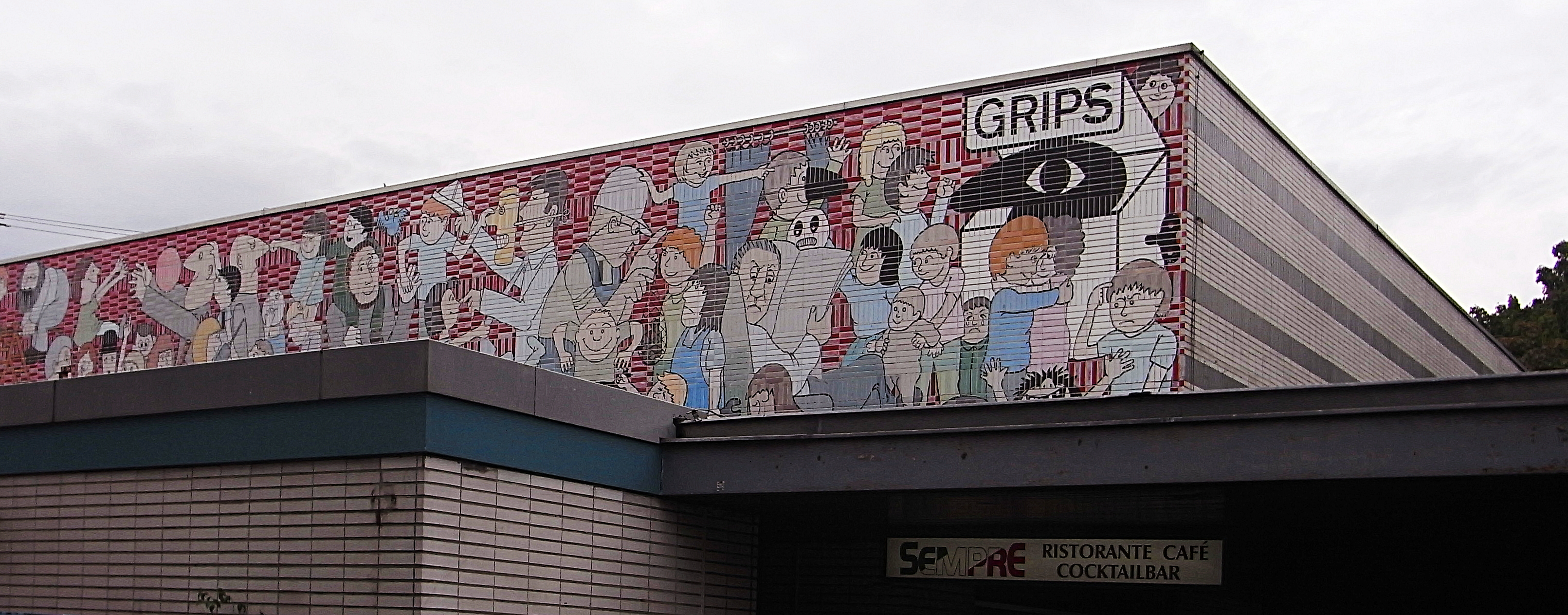
Rainer Hachfeld, Fassade des Grips-Theaters (1974 oder später), Mosaik aus bemalten Fliesen – D-1057 Berlin-Hansaviertel, Altonaer Str. 22. Das Grips-Theater-Logo – schwarzer Kopf mit Auge in Kiste – stammt von Jürgen Spohn.

Rainer Hachfeld (* 9. März 1939 in Ludwigshafen am Rhein; † 27. Mai 2024 in Berlin) war ein deutscher politischer Karikaturist und Bühnenautor. Er lebte in Berlin.

## Leben und Werk
Hachfeld, Sohn von Eckart Hachfeld sen. und Bruder von Eckart Hachfeld jun. (Volker Ludwig), studierte von 1956 bis 1960 Zeichentrickfilm und Bühnenbild an der Meisterschule für das Kunsthandwerk Berlin; 1959 absolvierte er eine Bühnenbildassistenz beim Kom(m)ödchen in Düsseldorf. Nach einem Aufenthalt in Paris arbeitete er von 1961 bis 1963 als Bühnenbildner für die politischen Kabaretts Die Bedienten und das Reichskabarett in Berlin; aus dem dazugehörigen Kindertheater wurde später das GRIPS Theater. Anschließend war er bei der Ufa-Werbefilm in Düsseldorf tätig – zunächst als Filmzeichner, später als Dramaturg und Drehbuchautor, bis er 1966 zurück nach Berlin wechselte als Karikaturist beim Spandauer Volksblatt. Von 1968 bis 1982 war Hachfeld freier Mitarbeiter beim Berliner Extra-Dienst. Daneben arbeitete er 1977 als Redakteur für Humor und Satire beim stern und 1981 als Karikaturist beim Berliner Boulevardblatt Der Abend. Auch die sozialistische Zeitung Neues Deutschland, die seither keine aktuellen politischen Karikaturen mehr abdruckt, gehörte bis 2019 zu seinen Auftraggebern.
Hachfeld engagierte sich zeitlebens in Gewerkschaften wie der HFF, der dju oder später bei ver.di für die (Urbeber-)Rechte von Berufskollegen, zuletzt auch beim „Sozialwerk der Verwertungsgesellschaft Bild-Kunst“.
Rainer Hachfeld war zeitweilig mit der Fotografin und Dokumentarfilmerin Riki Kalbe verheiratet. Der gemeinsame Sohn Emil starb 2000, zwei Jahre vor der Mutter.
Im Mai 2024 starb Hachfeld im Alter von 85 Jahren an einem Herzinfarkt. Ein Nachlass Hachfelds ging 2025 an die Stiftung Museen für Humor und Satire, Königs Wusterhausen.

## Prozess um Strauß-Karikaturen
In der Zeitschrift konkret wurden wiederholt Karikaturen von Hachfeld veröffentlicht, die den damaligen bayerischen Ministerpräsidenten Franz Josef Strauß als kopulierendes Schwein darstellten. Wegen dieser Beleidigung wurde Hachfeld zu einer Geldstrafe verurteilt. Er focht das Urteil an; das Bundesverfassungsgericht wies seine Verfassungsbeschwerde 1987 jedoch zurück und urteilte, Hachfelds Karikatur verletze die Würde des Menschen und sei nicht durch die Kunstfreiheit gedeckt.

## Einzelausstellungen
- 1972: Neue Gesellschaft für bildende Kunst, Berlin
- 1976: Kneipengalerie Schuldt & Söhne
- 1992–1993 und 2002: München (Doppelausstellung mit Guido Zingerl im Valentin-Karlstadt-Musäum)
- 2004: Vertretung des Landes Rheinland-Pfalz in Berlin
- 2009: Berliner Abgeordnetenhaus (zum 70. Geburtstag)
- 2015: Botschaft Ecuadors in Berlin (Karikaturen zu Lateinamerika)

## Bücher
- Der Struwwelpeter neu frisiert. Scherz Verlag für Rütten + Loening, München/Bern/Wien 1969 (gemeinsam mit seinem Vater Eckart Hachfeld)
- Marx und Maoritz (1970)
- Yankee Go Home (Ausstellungskatalog für Venezuela, 1971)
- Das Rattenbuch (mit Texten von Martin Buchholz, 1975)
- Bananen & Kanonen (1979, schwedische Ausgabe 1984)
- Die IG Metall, kleine Bildergeschichte einer großen Gewerkschaft (1991)
- Das GRIPS-Liederbuch (1999)
- Ratte, Bär & Co. 100 Berliner Karikaturen aus 40 Jahren, Katalog zum 70. Geburtstag. Mit einem Grußwort von Walter Momper, einer üblen Nachrede von Martin Buchholz und historisch-politischen Kommentaren von Gregor Schlegelmilch, Schaltzeit Verlag, Berlin: 2009.

## Kindertheaterstücke
- Die Reise nach Pitschepatsch (mit Volker Ludwig, 1968)
- Stokkerlok und Millipilli (mit Volker Ludwig, 1969)
- Mugnog-Kinder (1970)[7]
- Da wackelt die Wand (mit Uwe Jens Jensen, 1972)
- Kannst du zaubern, Opa? (mit Stefan Reisner, 1976)
- Banana (mit Reiner Lücker, 1976)
- Blöder wohnen (1979)
- Spaghetti mit Ketchup (1979)
- Eins auf die Fresse (Jugendstück, 1996)
- Ausländer raus! (Jugendstück mit Stefan Reisner, 2002)

## Preise
- Brüder-Grimm-Preis der Stadt Berlin (zusammen mit Volker Ludwig) für das Stück Stokkerlok und Millipilli (1969)
- Vier erste Preise bei internationalen Karikaturenwettbewerben in Moskau (1973), Guadalajara, Mexiko (1982), Managua, Nicaragua (1984) und La Habana, Kuba (1993)
- Rückblende – Preis des BDZV für die beste Karikatur des Vorjahres (1995)
- Deutscher Preis für die politische Karikatur 2001 (1. Preis, 2002)